# Antoni Malczewski

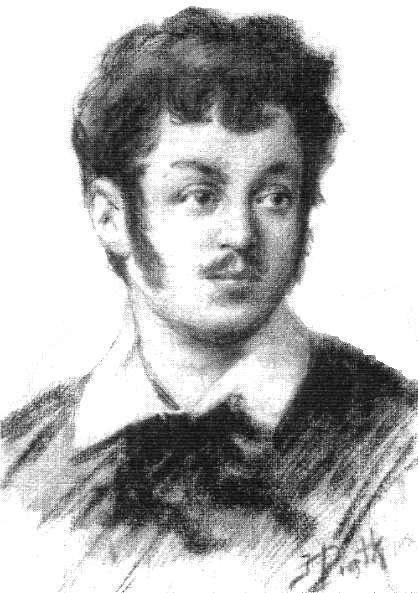
Porträt Antoni Malczewskis

Antoni Malczewski (* 3. Juni 1793 in Warschau; † 2. Mai 1826 ebenda) war ein polnischer Dichter.
Der aus einer wohlhabenden Familie stammende Malczewski besuchte das Gymnasium in Krzemieniec. Er trat 1811 in die Armee des Herzogtums Warschau ein, wo er es zum Rang eines Leutnants brachte. Danach reiste er durch Westeuropa. 1818 gelang ihm die Erstbesteigung des Nordgipfels der Aiguille du Midi im Mont-Blanc-Massiv. Im Folgejahr lernte er mutmaßlich den von ihm hoch bewunderten Lord Byron kennen.
Nach seiner Rückkehr nach Polen verfasste er 1825 sein einziges bekanntes Werk, die Versdichtung Maria, die heute zu den Meisterwerken der polnischen Romantik gezählt wird, zu seinen Lebzeiten jedoch kaum Beachtung fand. Neben Seweryn Goszczyński und Józef Bohdan Zaleski wird Malczewski zur Ukrainischen Dichterschule gezählt.